# Cratere Teresa
Teresa  è un cratere sulla superficie di Venere.